# 武陵镇 (宾阳县)
武陵镇，是中华人民共和国广西壮族自治区南宁市宾阳县下辖的一个乡镇级行政单位。

## 行政区划
武陵镇下辖以下地区：
武陵社区、理化村、沙井村、马王村、云岭村、云梯村、廖寨村、杨山村、留寺村、武陵村、廖村、白沙村、六蒙村和四才村。